# Erateina artabates
Erateina artabates là một loài bướm đêm trong họ Geometridae.